# Gamen (film)
Gamen är en svensk TV-film från 1973 i regi av Jan Troell. Filmen producerades för Sveriges Television och är en filmatisering av en pjäs.

## Handling
Pjäsen utgår från Sigmund Freuds analys av Leonardo da Vinci. Pjäsen följer också den unge Francesco Melzi som är elev till Da Vinci. Under hela pjäsen återkommer tre män som försöker mörda Da Vinci, dock utan att lyckas.

## Rollista
- Toivo Pawlo – Sigmund Freud
- Elina Salo – en ung Leonardo da Vinci, sjuksköterska, Salai, Rafael, Anna Freud
- Tomas von Brömssen – Francesco Melzi
- Carl-Gustaf Lindstedt – vis man, Il Moro, kapten, kommandör, påvens sekreterare
- Oscar Ljung – vis man, professor Hafferl, Michelangelo
- Georg Årlin
- Ulla Sjöblom
- Ulf Palme – Leonardo da Vinci

### Fotnoter
1. 1 2  ”Gamen”. Svensk Filmdatabas. http://www.sfi.se/sv/svensk-filmdatabas/Item/?type=MOVIE&itemid=44815. Läst 3 juli 2012.